# Công tước xứ Lennox
Công tước xứ Lennox (tiếng Anh: Duke of Lennox) là một tước hiệu quý tộc ở Scotland thuộc Vương quốc Liên hiệp Anh và Bắc Ireland. Nó đã được tạo ra nhiều lần trong giới quý tộc Scotland, dành cho Thị tộc Stewart xứ Darnley. Trước vị được đặt tên theo Quận Lennox ở Dumbarton, được tạo ra lần đầu tiên vào năm 1581 và trước đây là Bá tước xứ Lennox. Công tước thứ hai của Lennox được phong làm Công tước xứ Richmond; khi ông qua đời, công tước Richmond bị tuyệt tự và thu hồi. Công tước thứ tư cũng được phong làm Công tước xứ Richmond; sau cái chết của công tước thứ sáu, cả hai tước vị đều tuyệt tự nên bị thu hồi. Công tước xứ Richmond và Công quốc xứ Lennox được tạo ra vào năm 1675 và trao cho Charles Lennox, con hoang hoàng gia của Vua Charles II. Công tước xứ Richmond và Lennox được phong thêm Công tước xứ Gordon vào năm 1876. Do đó, Công tước Lennox nắm giữ và kiêm nhiệm thêm 4 tước vị công tước khác (nếu bao gồm cả Aubigny-sur-Nère), nhiều hơn bất kỳ gia đình quý tộc nào khác trong vương quốc Anh; Kể từ năm 2022 (không tính tước hiệu được tuyên bố ở Pháp) thì Công tước xứ Lennox ngang bằng số tước hiệu với Vương tử William, Thân vương xứ Wales.